# Merewalh
Merewalh (parfois orthographié Merwal, Merewala ou Merewald) est un prince anglo-saxon de la deuxième moitié du VIIe siècle. Il est vraisemblablement le fils du roi Penda de Mercie et règne sur les Magonsæte, un peuple de l'ouest des Midlands. Il est surtout connu en tant que père des saintes Mildgyth, Mildburh et Mildrith.

## Biographie
La vie de Merewalh est principalement connue par l'entremise de la « légende royale du Kent », une série de textes qui s'intéresse aux descendants du roi Æthelberht de Kent et tout particulièrement à leur rôle dans la fondation du monastère de Minster-in-Thanet. Bien que le plus ancien de ces textes ne remonte qu'au XIe siècle, ils s'appuient vraisemblablement sur des documents antérieurs.
D'après ces textes, Merewalh est le fils du roi Penda de Mercie. Cette ascendance est acceptée par Barbara Yorke, mais D. P. Kirby considère que Merewalh pourrait être le fils d'une sœur de Penda, ou le mari d'une de ses filles. Il règne sous l'autorité de Penda sur le peuple des Magonsæte, dont le territoire correspond à la région de Hereford. Il épouse une princesse kentique fille d'Eormenred nommée Domne Eafe, Æbbe ou Eormenburh selon les sources, qui lui donne quatre enfants : un fils, Merefin, mort jeune, et trois filles, Mildgyth, Mildburh et Mildrith, qui sont toutes vénérées comme des saintes par la suite. L'hagiographie de Mildrith par Goscelin précise également qu'il est le fondateur de l'abbaye de Leominster, dans le Herefordshire.
D'autres sources mentionnent deux autres rois des Magonsæte nommés Merchelm et Mildfrith, qui sont vraisemblablement les fils et successeurs de Merewalh.